# 厘のミキ
厘の ミキ（りんの ミキ、12月5日 - ）は、日本の漫画家。東京都在住。女性。星座は射手座、血液型はO型。

## 来歴
1999年、『ミステリーDX』（角川書店）8月号にて「あなたの街の 犯罪代行屋さん」でデビュー。その後、『コミックZERO-SUM』（一迅社）にて『ピカピカ家畜』、『ウルトラジャンプエッグ』（集英社）にて『落下傘ナース』などを連載。
また、『ピカピカ家畜』以前は「凛野ミキ」（読みは同じ）の名前で活動していたが、2007年末頃、「厘のミキ」に改名した。

## 作風
かわいらしい容姿のキャラクターと、シニカルで不謹慎なギャグやグロテスクな表現を織り混ぜた独特な世界観の作品を得意とする。大抵の作品はブラックな展開が続くギャグが多い。美形・美人なキャラクターがよく描かれるが、作品の傾向上、美形なキャラクターは何かしら残念な人物であることが多い。作品のテーマに生と死を用いることが多いが、非日常の日常というものがよく描かれる。また、サスペンス・ホラーを題材にすることもある。

## 作品リスト

### 連載
凛野ミキ名義
- 冥界落語（『ミステリーDX』、角川書店、全3巻）
- クラブクライム（『コミックZERO-SUM』2002年7月号 - 2004年2月号、一迅社、全3巻）
- 光（『コミックZERO-SUM』2004年5月号 - 2006年4月号、一迅社、全4巻）
- 時間・空間・人物（『BE・BOY GOLD』、一迅社）
- 冥界噺（『コミックZERO-SUM増刊WARD』2005年SUMMER（No.9） - 2007年AUTUMN（No.18）、一迅社、全2巻） - 雑誌リニューアル前の号数。

厘のミキ名義
- ピカピカ家畜（『コミックZERO-SUM』2008年 - 2009年、一迅社、全3巻）
- 落下傘ナース（『ウルトラジャンプエッグ』2008年4月 - 2009年5月、集英社、全2巻）
- Inferno -インフェルノ-（『コミックZERO-SUM増刊WARD』2010年5月号（No.14） - 2010年11月号（No.17）、一迅社、全1巻）
- 骸シャンデリア（『ARIA』2010年9月号 - 2011年11月号、講談社、全3巻）
- 鬼舞（『Cobalt』2013年1月号 - 2014年3月号、集英社、全2巻）
- 美しい人々と美しくない東雲くん（『ゼロサムオンライン』2014年1月 - 2015年5月、一迅社、全1巻）
- ミザントロープな彼女（『good!アフタヌーン』2016年1号 - 2017年4号、講談社、全3巻）
- わたしが強くしたい神（『good!アフタヌーン』2018年3号 - 2019年4号、講談社、全2巻）
- 私とこわれた吸血鬼（『Palcy』2020年8月26日 - 2024年12月4日、講談社、全10巻）

### 読切
- ISOLA 〜多重人格少女〜（角川書店）
- 呪怨-video side-〈序章〉（角川書店）
- THE JUON/呪怨 - 絶叫ホラーコミック!（角川書店）
- 一友社名作劇場1 桜の森の満開の下 / 夜長姫と耳男（一友社）
- 王子（『ネオ寄生獣f』収録）（講談社）
- 木目の網（『edith vol.3 winter』収録）（まんだらけ出版部）※成人向け描写あり

### アダルトゲーム原画
- 贄の町（√ZOMBILiCA）[6]
- 贄の町-いろむすび-（√ZOMBILiCA）[7]